# Adolphe Pégoud

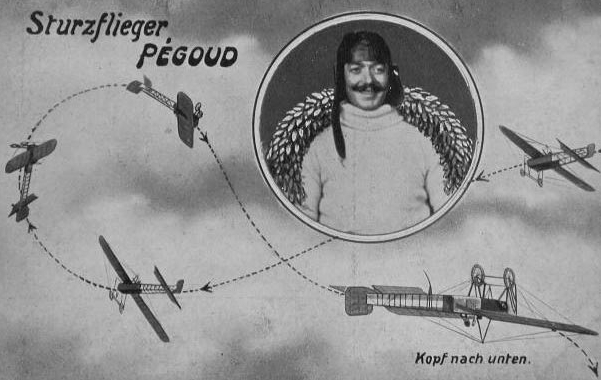
Německá předválečná fotografie popisující Pégoudův looping

Adolphe Célestin Pégoud (13. června 1889 – 31. srpna 1915) byl známý francouzský pilot, jeden z prvních leteckých akrobatů a první letecké eso historie.
Pégoud sloužil ve francouzské armádě od roku 1907 do roku 1913. Poté se začal věnovat létání, získal pilotní osvědčení a pracoval jako zkušební pilot pro Louise Blériota.
Dne 19. srpna 1913 jako první na světě seskočil z letadla s padákem. Přitom si všiml, že neovládaný letoun letí stále dál a dělá různé obraty, které v té době žádný z pilotů neuskutečnil (důvodem byla obava z poškození v té době ještě nedokonalých strojů).
Pégoud 3. června provedl na zesíleném stroji Blériot XI/2 s motorem Gnôme na letišti v Buc a 1. září v Juvisy vertikální zatáčku a let na zádech a další akrobatické prvky. 6. října provedl Pégoud před publikem první přemet (looping), na jehož provedení se důkladně připravoval. Aby si zvykl na různé polohy letadla, nechal si dokonce připevnit stroj v hangáru pod střechu obráceně a visel v něm „hlavou dolů“ na kožených postrojích. Stal se oblíbeným instruktorem začínajících francouzských a evropských letců.

## Působení za první světové války
Na počátku první světové války se dobrovolně přihlásil k letectvu a okamžitě byl zařazen jako pozorovací pilot. 5. února 1915 zaznamenal se svým střelcem dva sestřely německých letadel a jeden stroj přinutili přistát. Brzy létal v jednomístném letounu Morane-Saulnier N a v dubnu sestřelil dvě další letadla. Šestého vítězství dosáhl v červenci.
Není přesně známo kolik Pégoudových vítězství vedlo ke zničení letounu nepřítele, v raných dobách leteckých soubojů bylo někdy za vítězství považováno i pouhé přinucení soupeře k přistání. Přesto je jisté, že Pégoud byl prvním leteckým esem (ačkoliv tak někdy bývá označován Roland Garros se třemi potvrzenými sestřely).

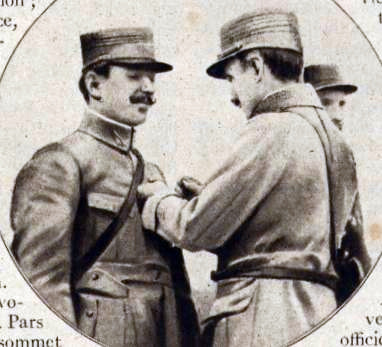
Pégoud je vyznamenáván Croix de Guerre

31. srpna 1915 byl Adolphe Pégoud sestřelen při souboji s německým průzkumným letounem. Pégoudovi bylo 26 let, ironií je, že se stal obětí jednoho ze svých předválečných žáků (poddůstojníka Kandulskiho). Posádka onoho německého letadla později shodila na francouzské zákopy smuteční věnec.
Pocta německého letce Pégoudovi.
Z Berlína, 9. září. "Der Tag" sděluje z Rotterdamu z 8. t. m.: "Reuterova kancelář" sděluje z Belfortu, že německé létadlo vzletělo do veliké výše nad Chavannes sur L'Etang v Elsasku a shodilo dolů věnec s nápisem: "A Pégoud mort an heros! Sou adversaire." ("Pégoudovi, jenž padl jako hrdina. Jeho protivník.")

 Národní listy. 9. září 1915, roč. 55, večerní vydání 250, s. 2.

## Vyznamenání
Během války získal mimo jiné tato vyznamenání: Médaille militaire, Légion d'honneur a Croix de Guerre.